# Bend (Oregon)
Bend az Amerikai Egyesült Államok északnyugati részén, Oregon állam Deschutes megyéjében, a Cascade-hegység keleti határán, a Deschutes-folyó mentén helyezkedik el, egyben a megye székhelye is. A 2010. évi népszámláláskor 76 639 lakosa volt. Területe 86,17 km², melyből 0,67 km² vízi.
A helységben forgatták az 1955-ös Az indián harcos című filmet. 2015-ben a Men’s Journal a települést felvette a városokat életminőség szerint rangsoroló 10-es listájára.

## Történet

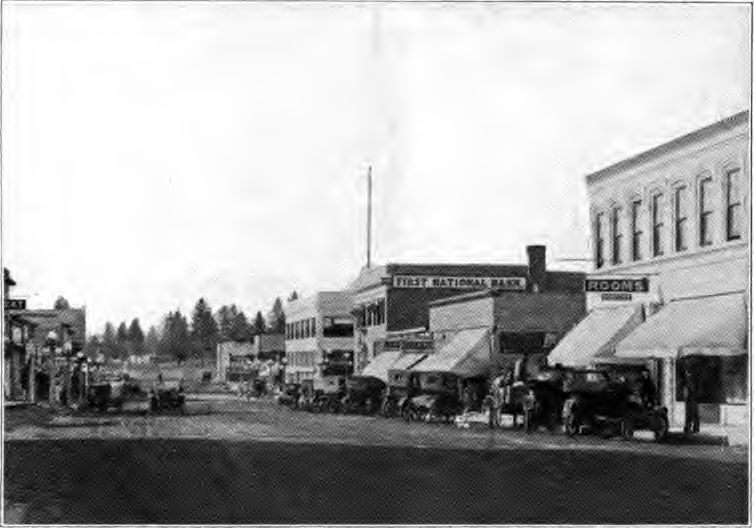
A belváros 1920-ban

A Bend név az első telepesek által használt „Farewell Bend” (Búcsú Bendtől) kifejezésből ered; ez a Deschutes-folyón található kevés átkelőhely egyikét jelölte, ahol a település helyét kijelölték.
1824 teléig a környéket csak az itt vadászó–halászó őslakosok ismerték; az évben Peter Skene Ogden és prémgyűjtő csapata voltak az első felfedezők, később pedig John C. Frémont és John Strong Newberry vezetésével katonai földmérők is érkeztek. Miután a régióról tudomást szereztek, a telepesek is ellátogattak ide, majd később nyugatra, a folyó túlpartjára is eljutottak.
Az első helyi vállalkozás a Pilot Butte Development Company 1901 májusában megnyílt, a későbbi években a helyi fogadó mögött elhelyezkedő fűrészüzeme volt. Később, 1903-ban a Steidl and Reed is létesített egy hasonló, vízenergiával működő üzemet a Deschutes-folyó mentén, a Pioneer Park területén. A körzetben egy kisebb közösség alakult ki, amely a 300 lakos döntésével 1904-ben városi rangot kapott. 1905. január 4-én megtartották az első közgyűlést, ahol első polgármesternek A. H. Goodwillie-t választották meg. A település eredeti neve Farewell Bend volt, amelyet a posta később Bendre rövidített.
1910-ben a Bend Water, Light & Power Company Deschutes folyami, a várost árammal ellátó gátjának megépültével létrejött a Tükör-halastó. A gát 1926 óta a Pacific Power tulajdonában van, és 200 háztartást a mai napig ez lát el energiával.
Deschutes megye 1916 óta létezik, ekkor választották le Crook megye nyugati feléből, és nevezték ki Bendet megyeszékhelyül. Az 1926-os alapszabály-módosítás értelmében a város adminisztratív feladatait egy menedzser látja el.

## Földrajz és éghajlat

### Földrajz

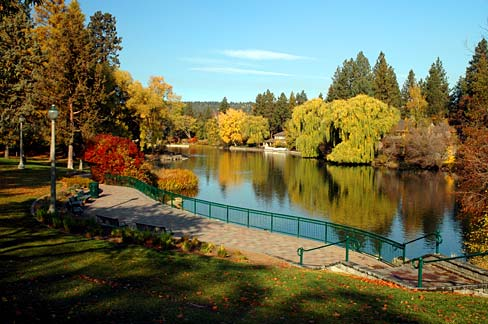
A halastó ősszel

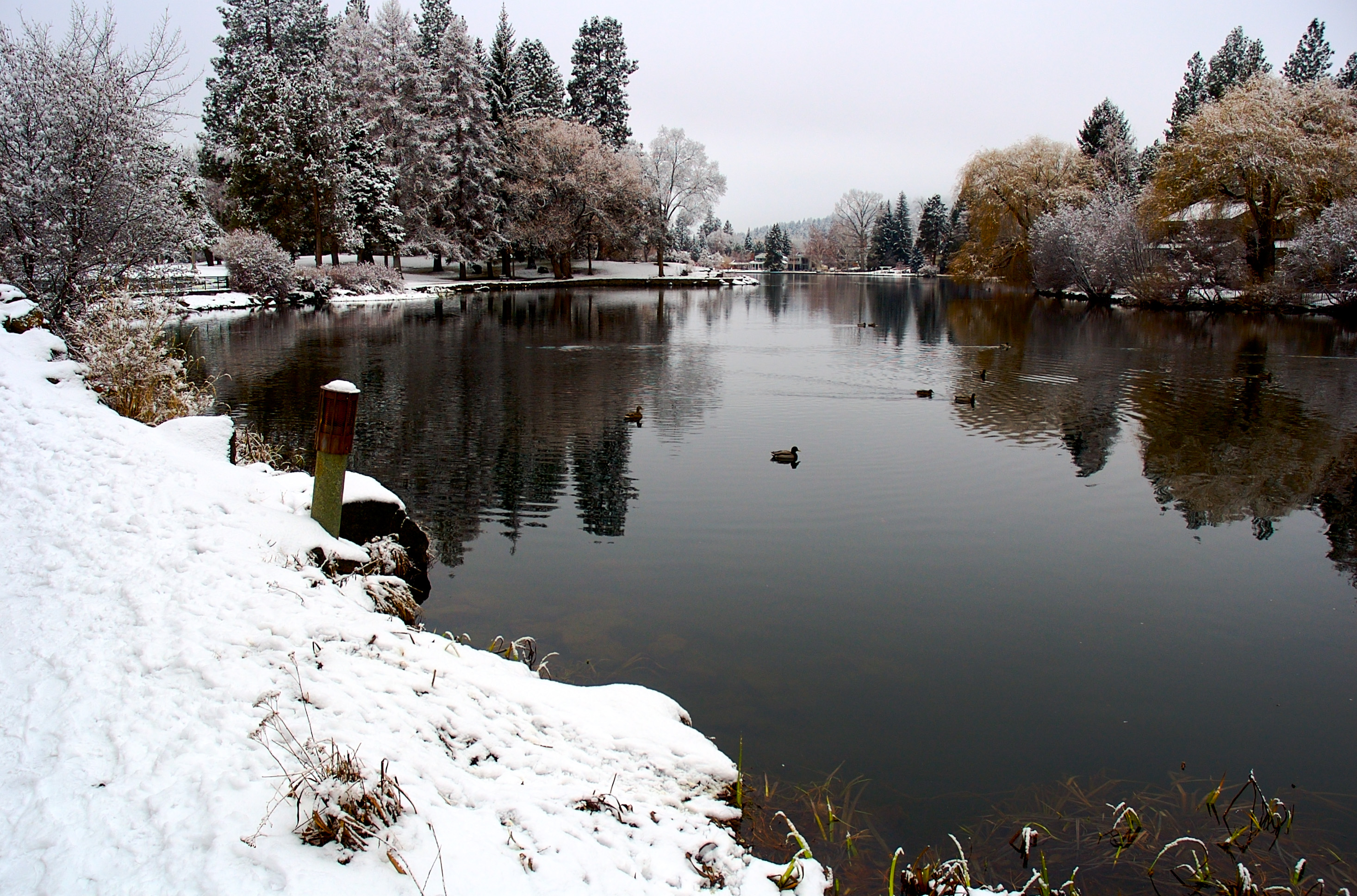
A halastó télen

A város a környezetvédelmi ügynökség által kijelölt Kelet-Cascede-hegységi lejtők és hegylábak nevű, Oregon, Washington és Kalifornia területén elnyúló III-as szintű és a Deschutes-folyami-völgy nevű IV-es szintű, a Kék-hegységi III-as besorolású régióban lévő alrégióban fekszik. A településen keresztülfolyik a Deschutes-folyó, amelyről gáttal leválasztották a Tükör-halastavat.
Bend területén található az egy vulkáni kráter tetején kiépített, a 20-as úton elérhető Pilóta-tanúhegyi Állami Kilátó; a helységen kívül Portlandben és Mississippi állambeli Jacksonban van még kihűlt vulkán.
A település keleti határán található egy kevésbé ismert képződmény, a Horse Lava alagútrendszer. Bendtől délre, a 97-es út mentén látható a Newberryi Nemzeti Vulkanikus Emlékmű.
A helység a választóvonal a sárgafenyők alkotta erdőség és a terméketlen területek között, ahol a flórát a boróka- és cserjefélék, valamint egyéb szárazságtűrő növények alkotják.

### Éghajlat
Bend éghajlata megfelel a magaslati száraz klímának (hűvös éjszakák és napsütéses nappalok). Az éves átlagos csapadékmennyiség 280 mm, az éves lehulló hómennyiség pedig 60,5 cm. A téli nappalok középhőmérséklete -0,5℃; éjszakánként csak kis mértékben hűl le a levegő. az éves minimum -21 és -23℃ között változik.
A közép-oregoni nyarakon gyakoriak a nagyobb mértékű napi hőingások (júliusban 19℃ is lehet, ekkor a napi átlaghőmérséklet 18,1℃ körül alakul), valamint a nyári időszakban nem ritkák a kemény fagyok sem. Az őszi nappalok melegek és szárazak, az -éjszakák pedig hűvösek, illetve gyakori az indián nyár (vénasszonyok nyara).
A város hőmérséklete csak rövid ideig növekszik: az 1971 és 2000 közötti évek felében július 3-a után mértek utoljára, és már augusztus 31-e előtt először fagyot. Az 1981 és 2000 közti megfigyelések alapján leggyakrabban szeptember 13. és június 19. között esik fagypont alá a hőmérséklet.
A város éghajlata a Köppen-skála szerint félszáraz (BSk-val jelölve). A legcsapadékosabb december hónap, a legszárazabb pedig a július–szeptember közötti időszak. A legmelegebb hónap július, a leghidegebb pedig december.
| Hónap                                            | Jan.  | Feb.  | Már.  | Ápr.  | Máj.  | Jún. | Júl. | Aug. | Szep. | Okt.  | Nov.  | Dec.  | Év    |
| ------------------------------------------------ | ----- | ----- | ----- | ----- | ----- | ---- | ---- | ---- | ----- | ----- | ----- | ----- | ----- |
| Rekord max. hőmérséklet (°C)                     | 19,0  | 24,0  | 28,0  | 34,0  | 34,0  | 38,0 | 40,0 | 41,0 | 38,0  | 33,0  | 25,0  | 21,0  | 41,0  |
| Átlagos max. hőmérséklet (°C)                    | 5,1   | 6,8   | 10,6  | 13,7  | 18,1  | 22,4 | 27,5 | 27,4 | 23,1  | 16,6  | 8,5   | 4,1   | 15,4  |
| Átlaghőmérséklet (°C)                            | 0,4   | 1,3   | 4,1   | 6,4   | 10,3  | 14,0 | 18,1 | 17,7 | 13,7  | 8,5   | 3,1   | −0,6  | 8,1   |
| Átlagos min. hőmérséklet (°C)                    | −4,3  | −4,3  | −2,5  | −0,9  | 2,4   | 5,5  | 8,6  | 7,9  | 4,2   | 0,4   | −2,3  | −5,2  | 0,8   |
| Rekord min. hőmérséklet (°C)                     | −32,0 | −32,0 | −25,0 | −13,0 | −12,0 | −6,0 | −3,0 | −6,0 | −11,0 | −18,0 | −26,0 | −32,0 | −32,0 |
| Átl. csapadékmennyiség (mm)                      | 37    | 29    | 18    | 18    | 22    | 20   | 14   | 12   | 10    | 15    | 35    | 54    | 284   |
| Forrás: Nemzeti Óceán- és Légkörkutatási Hivatal |       |       |       |       |       |      |      |      |       |       |       |       |       |

## Népesség

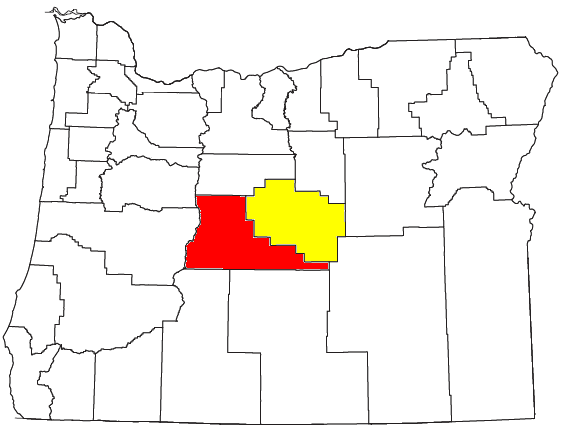
A statisztikai terület térképe; pirossan jelölve a bendi, sárgával a prineville-i rész

Bend a Deschutes és Crook megyéket magában foglaló Bend–Prineville-i Összevont Statisztikai Körzet, egyben Közép-Oregon legnagyobb városa.

### 2010
A 2010-es népszámláláskor a városnak 76 639 lakója, 31 790 háztartása és 19 779 családja volt. A népsűrűség 896,4 fő/km2. A lakóegységek száma 36 110, sűrűségük 422,3 db/km2. A lakosok 91,3%-a fehér, 0,5%-a afroamerikai, 0,8%-a indián, 1,2%-a ázsiai, 0,1%-a a Csendes-óceáni szigetekről származik, 3,4%-a egyéb, 2,6%-a pedig kettő vagy több etnikumú. A spanyol vagy latino származásúak aránya 8,2% (6,4% mexikói, 0,2% Puerto Ricó-i, 0,1% kubai, 1,5% egyéb spanyol vagy latino származású.)
A háztartások 31,7%-ában élt 18 évnél fiatalabb. 47,9% házas, 9,9% egyedülálló nő, 4,4% egyedülálló férfi, 37,8% pedig nem család. 27,1% egyedül élt; 9,1%-uk 65 éves vagy idősebb. Egy háztartásban átlagosan 2,39 személy élt; a családok átlagmérete 2,91 fő.
A medián életkor 36,6 év volt. A város lakóinak 23,7%-a 18 évesnél fiatalabb, 8,7% 18 és 24 év közötti, 30%-uk 25 és 44 év közötti, 25,1%-uk 45 és 64 év közötti, 12,4%-uk pedig 65 éves vagy idősebb. A lakosok 49%-a férfi, 51%-a pedig nő.

### 2000
A 2000-es népszámláláskor  a városnak 52 029 lakója, 21 062 háztartása és 13 395 családja volt. A népsűrűség 608,5 fő/km2. A lakóegységek száma 22 507, sűrűségük 263,2 db/km2. A lakosok 93,98%-a fehér, 0,28%-a afroamerikai, 0,79%-a indián, 1%-a ázsiai, 0,08%-a a Csendes-óceáni szigetekről származik, 1,75%-a egyéb-, 2,12%-a pedig kettő vagy több etnikumú. A spanyol vagy latino származásúak aránya 4,61% (3,3% mexikói, 0,1% Puerto Ricó-i,  1,1% pedig egyéb spanyol/latino származású.)
A háztartások 31,9%-ában élt 18 évnél fiatalabb. 50,2% házas, 9,7% egyedülálló nő; 36,4% pedig nem család. 26,1% egyedül élt; 8,6%-uk 65 éves vagy idősebb. Egy háztartásban átlagosan 2,42 személy élt; a családok átlagmérete 2,92 fő.
A város lakóinak 24,5%-a 18 évesnél fiatalabb, 10,2% 18 és 24 év közötti, 31,1%-uk 25 és 44 év közötti, 21,9%-uk 45 és 64 év közötti, 12,4%-uk pedig 65 éves vagy idősebb. A medián életkor 35 év volt. Minden 100 nőre 97,1 férfi jut; a 18 évnél idősebb nőknél ez az arány 95,6.
A háztartások medián bevétele 40 857 amerikai dollár, ez az érték családoknál $58 800. A férfiak medián keresete $33 377, míg a nőké $25 094. A város egy főre jutó bevétele (PCI) $21 624. A családok 6,9%-a, a teljes népesség 10,5%-a élt létminimum alatt; a 18 év alattiaknál ez a szám 13,8%, a 65 évnél idősebbeknél pedig 5,8%.

## Gazdaság

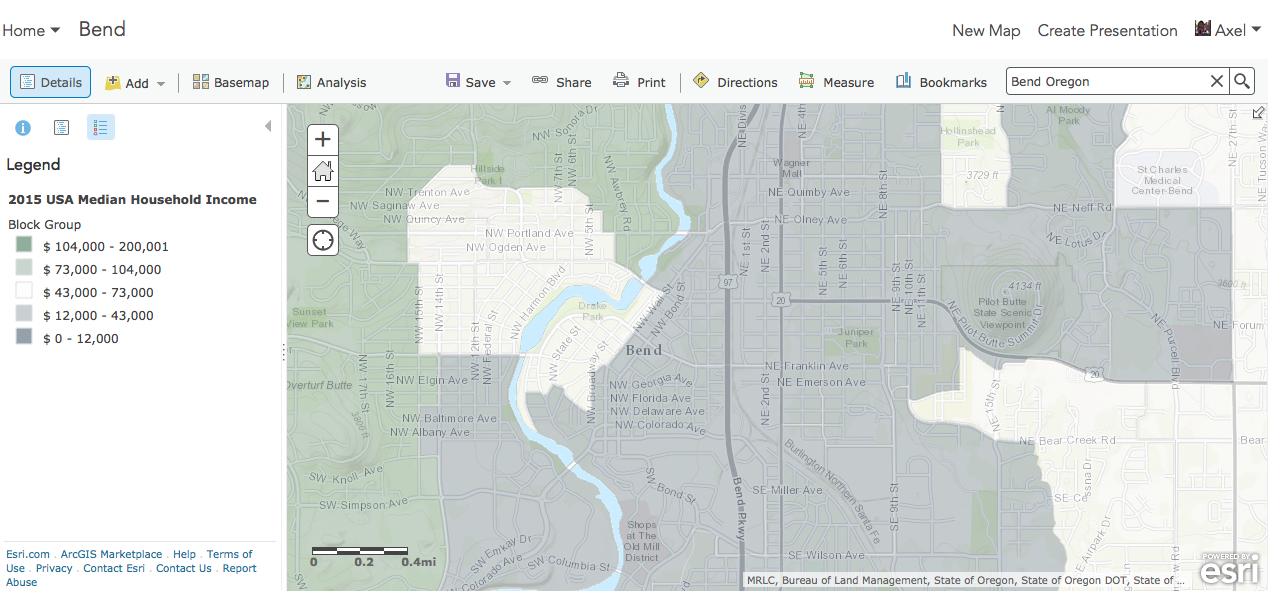
Medián bevétel a város részein

A város húzóágazata a turizmus; a Bachelor-hegyi Síközpont Oregon, Washington és Kalifornia területéről is vonzza a látogatókat, valamint a közeli Cascade-tavak miatt is sokan érkeznek. A környék lehetőséget nyújt síelésre és síugrásra, túrázásra, kerékpározásra, vadvízi evezésre, golfozásra, kempingezésre, sziklamászásra, illetve kirándulásra is. A 2015-ös üzleti év első negyedévében a város idegenforgalmi adóból származó bevétele 2 221 610 dollár volt. Az önkormányzat az adónemmel a Visit Bend turisztikai szervezettel és a gazdasági fejlesztési tanáccsal azt szeretné elérni, hogy az itt megszállókból állandó lakosok és vállalkozók legyenek (30 napnál hosszabb tartózkodásnál nem kell fizetni). A Visit Bend 2011-es adatai alapján a legnagyobb arányban családosok (35%) és gyermektelen párok (24%) szállnak meg a településen. Ugyanebben az évben a turizmus 570 millió dollár bevételt hozott, egyben az egyik legnagyobb ágazat (a munkavállalók 16%-át foglalkoztatta).
Bendben található az ország nyolcadik legnagyobb kézműves sörfőzdéje, a Deschutes Brewery, amely egyben a város legnagyobbika is. A helyi kultúrának fontos része a sör, számos ehhez kapcsolódó rendezvényt tartanak (például Bend Oktoberfest, The Little Woody Barrel Aged Brew and Whiskey Fest, Bend Brewfest és a Közép-Oregoni Sörhét), illetve a Bendi ale-sétány mentén számos kisebb főzdébe is be lehet térni. 2004 óta a helységben rendezik a Bendi Filmfesztivált, amely az egyik legnagyobb nemzeti indie filmbemutató esemény.
2005-ben a helyi gazdaság öt ágazatba csoportosult (zárójelben a kapcsolódó munkakörökben dolgozók száma): turizmus (7772), egészségügy és szociális szolgáltatások (6062), szakmai, tudományos és technikai munkakörök (1893), faipar (1798) és szórakozási- és közlekedési infrastruktúra (1065).
Az utóbbi évek nagy népességnövekedésének az oka, hogy egyre többen költöznek ide nyugdíj után, amely tendencia egyben elősegítette az olyan cégek és egyesületek fejlődését, mint a Central Oregon Landwatch tervezői cég vagy az Oregon Solutions civilszervezet.

### Legnagyobb foglalkoztatók

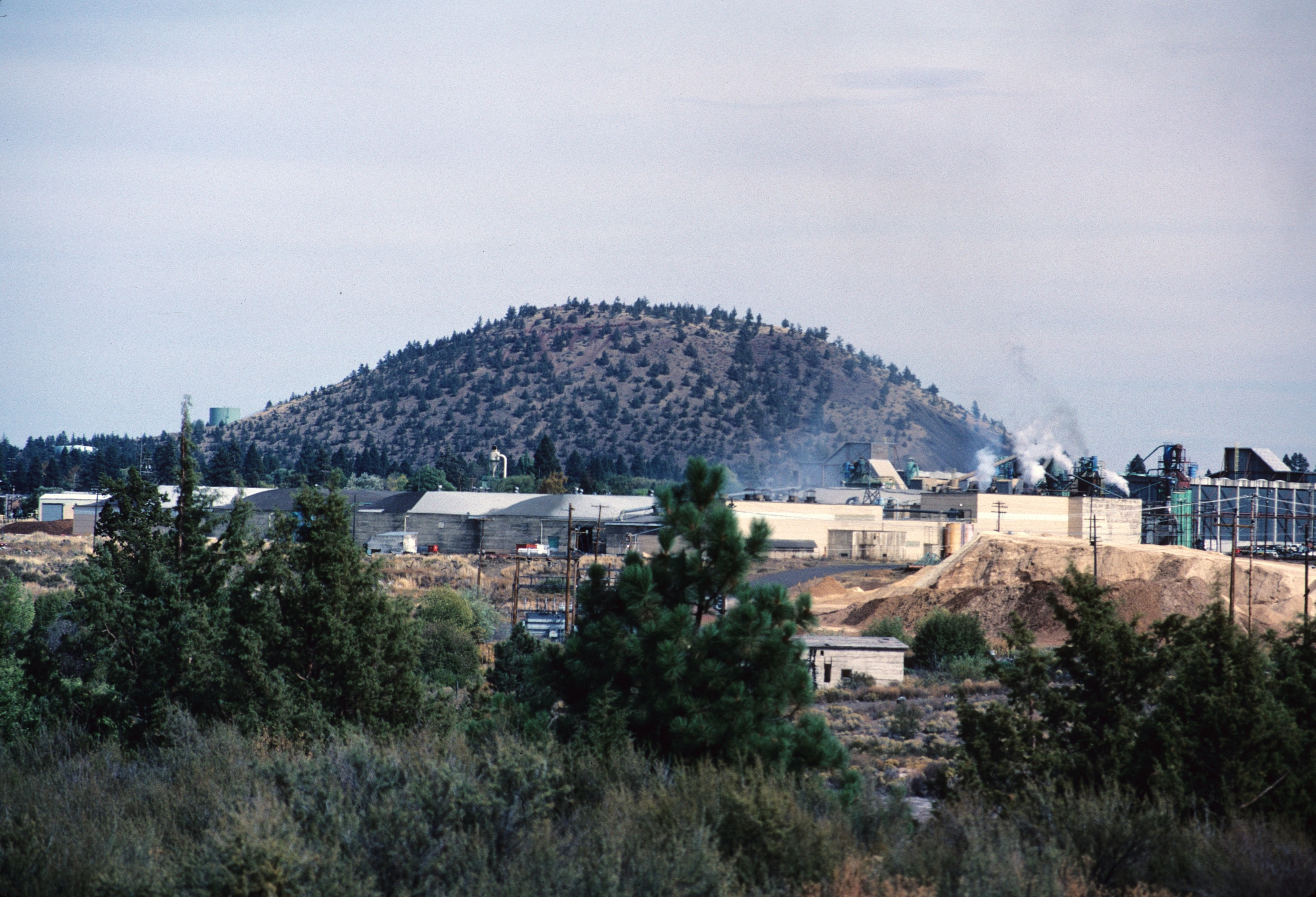
1984-es fotó a Pilóta-tanúhegyről, előtérben a fűrészteleppel

2011-ben a régió (Deschuts, Crook és Jefferson megye) 20 legtöbb munkavállalót alkalmazó vállalatai az alábbiak:
| Munkáltató                                | Alkalmazottak száma (2014) |
| ----------------------------------------- | -------------------------- |
| St. Charles Medical Center                | 2740                       |
| Les Schwab Tire Centers                   | 905                        |
| Sunriver Resort                           | 900                        |
| Mount Bachelor Síközpont                  | 756                        |
| Bright Wood Corporation                   | 746 regionális             |
| IBEX Global                               | 700                        |
| Walmart                                   | 686                        |
| Bright Wood Corporation                   | 646 helyi                  |
| Bend Memorial Clinic                      | 639                        |
| McDonald’s                                | 620                        |
| Safeway                                   | 584                        |
| Fred Meyer                                | 538                        |
| JELD-WEN                                  | 480                        |
| Northwest Hotel Group/ Eagle Crest Resort | 450                        |
| Consumer Cellular                         | 402                        |
| Opportunity Foundation                    | 384                        |
| Black Butte Ranch                         | 360                        |
| Deschutes Brewery                         | 290                        |
| Central Oregon Trucking                   | 286                        |
| BendBroadband                             | 285                        |

### Egyéb, bendi kötődésű vállalkozások
- 1859 – életmódmagazin
- American Licorice Company – cukorgyártó
- Bend Radio Group – rádióadó
- Breedlove Guitars – egyedi, ujjal pengetős gitárokra szakosodott cég
- Combined Communications – média- és marketingvállalat
- Deschutes Brewery – kézműves sörfőzde
- Edge Wireless – egykori mobilszolgáltató
- Epic Aircraft – repülőgépgyártó
- Leverage Factory – könyvkiadó
- McMenamins Old St. Francis School – katolikus iskola
- Nosler, Inc. – fegyveralkatrész- és lőszergyártó
- Ruffwear, Inc. – kutyaöltözet-gyártó
- SIE Bend Studio – játékfejlesztő
- Western Communications, Inc. – lapkiadó

### Építőipar és ingatlanpiac

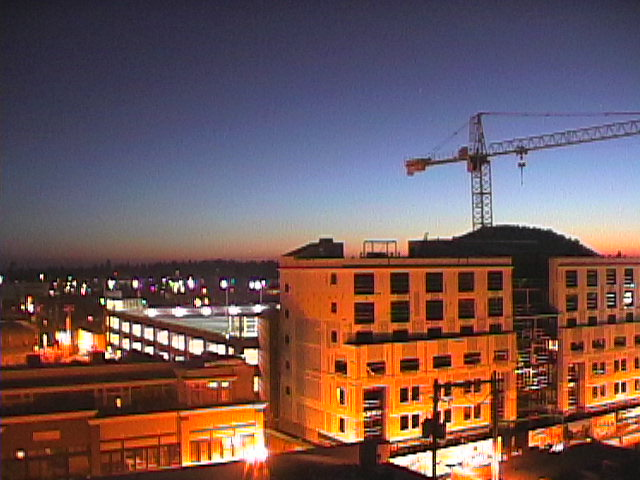
Építkezés a belvárosban

A Kereskedelmi Minisztérium Gazdaságelemzési Osztályának adatai alapján a megye munkavállalóinak 17,3%-a dolgozott az építőiparban és az ingatlanpiacon. A mutatók alapján a megyében több építkezés történik, mint Oregonban összesen, habár ez a szám csökkenésnek indult: a városfejlesztési bizottság által fogadott kérelmek száma a 2006 augusztusi 826-ról 2007 augusztusára 533-ra csökkent, ami 35%-os visszaesés.
A nagy lakosságnövekedék fő oka az életviteli költségek (például kamatláb) alacsony mértéke és az egyszerű hitelfelvétel. Ezek a tényezők okozták a 2001 és 2005 közötti robbanást az ingatlanpiacon, melynek következtében az átlagos lakásárak a megye teljes területén több mint 80%-kal növekedtek.
2006 júniusában a CNN Money magazinja a bendi statisztikai körzetet az USA ötödik leginkább túlárazott környékének nevezte, majd ugyanezen év szeptemberében a város már a második helyen volt, 2007 júniusában pedig listavezető lett.
A 2008–2009-es válság hatására a lakásárak drasztikus zuhanásnak indultak: a Seattle-Times adatai alapján a 2007 májusi, 396 ezer dolláros csúcsról 2009 májusára 40%-kal, 221 ezer dollára zuhantak az értékek. További jelek voltak, hogy 2009 májusára a megye munkanélküliségi rátája 12,6%-ra nőtt, a Deschutes, Crook és Jefferson megyei hajléktalanok száma 66%-kal, 2327-re nőtt.
A szövetségi lakás- és pénzügyi ügynökség 2010 májusában kiadott jelentése alapján a 2009 első negyedéve és 2010 első negyedéve között a legnagyobb árzuhanást (23%) Bend szenvedte el.

## Múzeumok és egyéb látnivalók

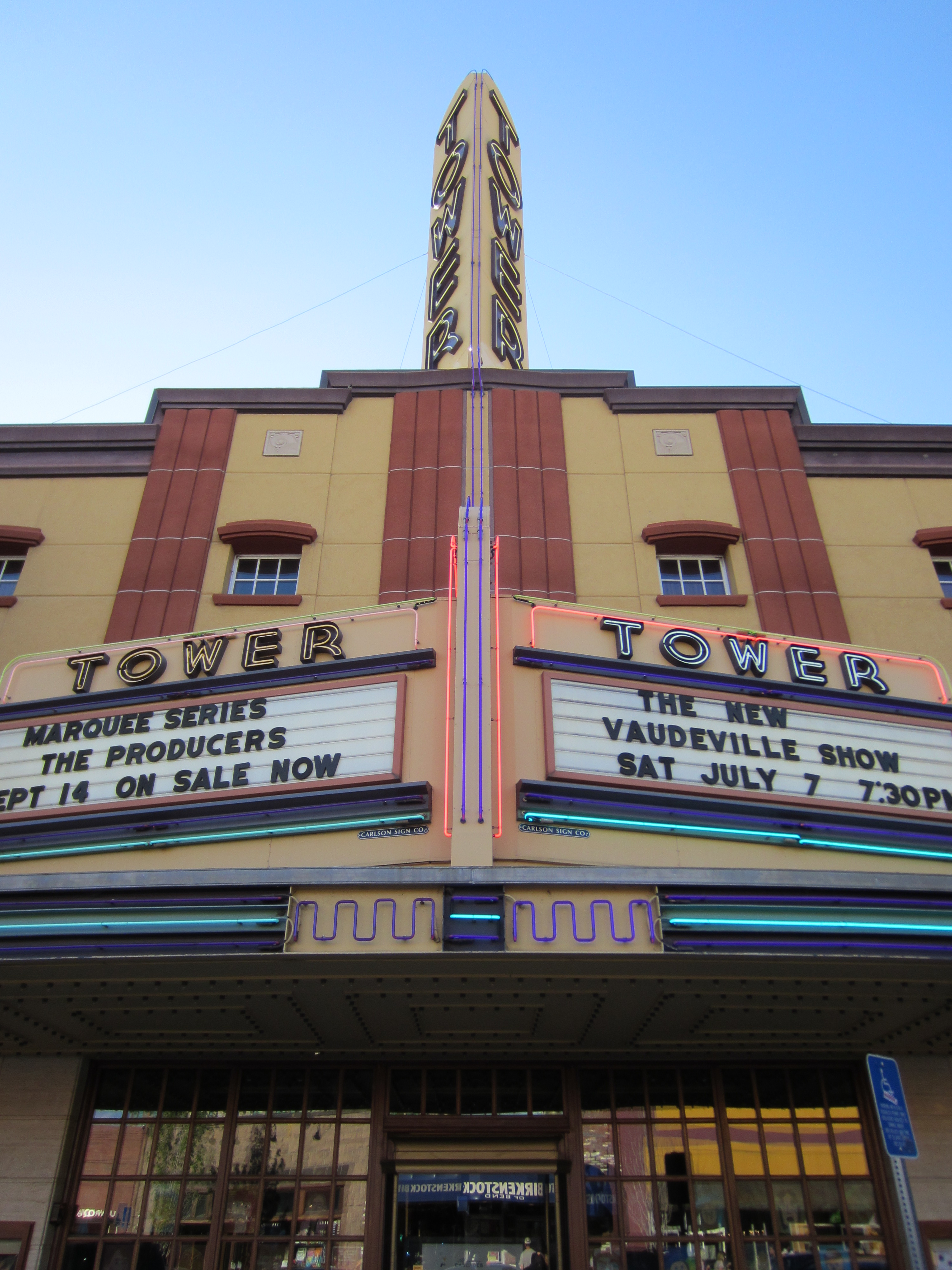
A Tower Theatre 2012-ben

### Múzeumok
- Deschutes National Museum
- High Desert Museum

### A Történelmi Helyek Nemzeti Jegyzékében szereplő helyek
- Bend Amateur Athletic Club Gymnasium
- Charles Boyd Homestead Group
- Downing Building
- Drake Park Neighborhood Historic District
- George Palmer and Dorothy Binney Putnam House
- Goodwillie–Allen House
- N. P. Smith Pioneer Hardware Store
- O’Kane Building
- Thomas McCann House
- Trinity Episcopal Church

### Terek, éttermek és bevásárlóközpontok
- Les Schwab Amphitheater
- Old Mill District
- Pine Tavern
- Tower Theatre

### Természettörténet
- Mirror Pond
- Pine Mountain Observatory

## Infrastruktúra

### Oktatás
A város oktatási intézményei a Bend–La Pine-i iskolakerület alá tartoznak, ezek a következők:
- Általános iskolák: Bear Creek-, Buckingham-, Ealk Meadow-, Ensworth-, High Lakes-, Juniper-, Lava Ridge-, Pine Ridge-, Ponderosa-, R. E. Jewell-, Silver Rail- és William E. Miller Elementary School
  - Tehetséggondozás: Amity Creek Magnet @ Thompson, Highland Magnet @ Kenwood és Westside Village Magnet @ Kingston
- Középiskolák: Cascade-, High Desert-, Pacific Crest-, Pilot Butte-, Realms- és Sky View Middle School
- Gimnáziumok: Bend Senior-, Marshall-, Mountain View- és Summit High School
  - 2018 őszén megnyílt intézmények: Realms- és Skyline High School
- Előkészítő iskolák: Bend International School, Desert Sky Montessori (3. osztályig) és Luna

A fentieken kívül a tankerület online oktatási kurzusokat is indít.
Bendben számos magániskola is van, ilyenek a Cascades Academy of Central Oregon, Seven Peaks, Waldorf School of Bend, St. Francis of Assisi, Morning Star Christian és a Trinity Lutheran School.
A településen két felsőoktatási intézmény található: a Közép-Oregoni Közösségi Főiskola és az Oregoni Állami Egyetem Cascade-kampusza, amelyek két- és négyéves képzéseket kínálnak.

### Közlekedés

#### Autóbusz
A Hawthorne Transit Center a Cascades East járatainak végállomása; a pályaudvaron a HighDesert Point, Eastern Point és Central Oregon Breeze InterCity-buszokra lehet felszállni.
2006 előtt Bend volt a Mississippi-folyó nyugati oldalán található városok közül az egyetlen, amely nem rendelkezett tömegközlekedéssel. 2004 novemberében népszavazást folytattak egy helyi buszhálózat létrehozásáról, de ezt a lakosság 53–41 arányban elutasította, azonban 2006 augusztusára a szükséges források biztosításával, egyelőre korlátozott üzemben elindult a Bend Area Transit. A városban 2007. szeptember 27-e óta van rendszeres közösségi közlekedés.
2007 nyarán a város nem vásárolt új buszokat, habár az állomány járműveinek gyenge klímái miatt szükségessé vált; ezzel kapcsolatban per is indult.

#### Vasút
A BNSF tehervasúti vonala észak–déli irányban szeli át a várost; a pálya mentén számos, áruszállításra használt, leágazó szakasz van. A legközelebbi személyvonati megálló a 105 km-re délre lévő, Klamath megyei Chemultban van, ahol az Amtrak Coast Starlight vonata is megáll.

#### Közút
A település a 20-as és 97-es utak találkozásánál fekszik; utóbbi városi szakasza Bend Parkway néven a bevásárlóutcaként funkciónáló 3. utca mentén gyorsforgalmi útként szeli át a közösséget.
A helységből a Cascade Lakes Scenic Bywayen közlekedve elérhető a Bachelor-hegy.

#### Légi közlekedés
A város reptere a 8 km-re északkeletre lévő, magánforgalmat bonyolító Bendi városi repülőtér, melynek területén számos vállalat székhelye található; ilyenek például az oxigénpalackokat, féklapokat és leszállófényeket gyártó Precise Flight, vagy a kisrepülőket készítő Epic Aircraft.
A legközelebbi közforgalmú repülőtér a 29 km-re északra fekvő Redmondi városi repülőtér, ahonnan az Alaska Airlines, az American Airlines, a Delta Air Lines és a United Airlines indítanak járatokat Portlandbe, Seattle-be, Salt Lake Citybe, Los Angelesbe, illetve San Franciscó-ba.
Az erdőszolgálat tűzoltóságot és kiképzőközpontot üzemeltet a reptéren; a tüzekhez a Butler Aircraft DC-7-eseivel vonulnak ki.

### Parkok és pihenés
- Cascade Lakes Scenic Byway
- Deschutes Nemzeti Erdő
- Deschutes-folyó
- Drake Park
- Láva-tanúhegyi kilátó
- Láva-folyami-barlang
- Bachelor-hegyi sípályák

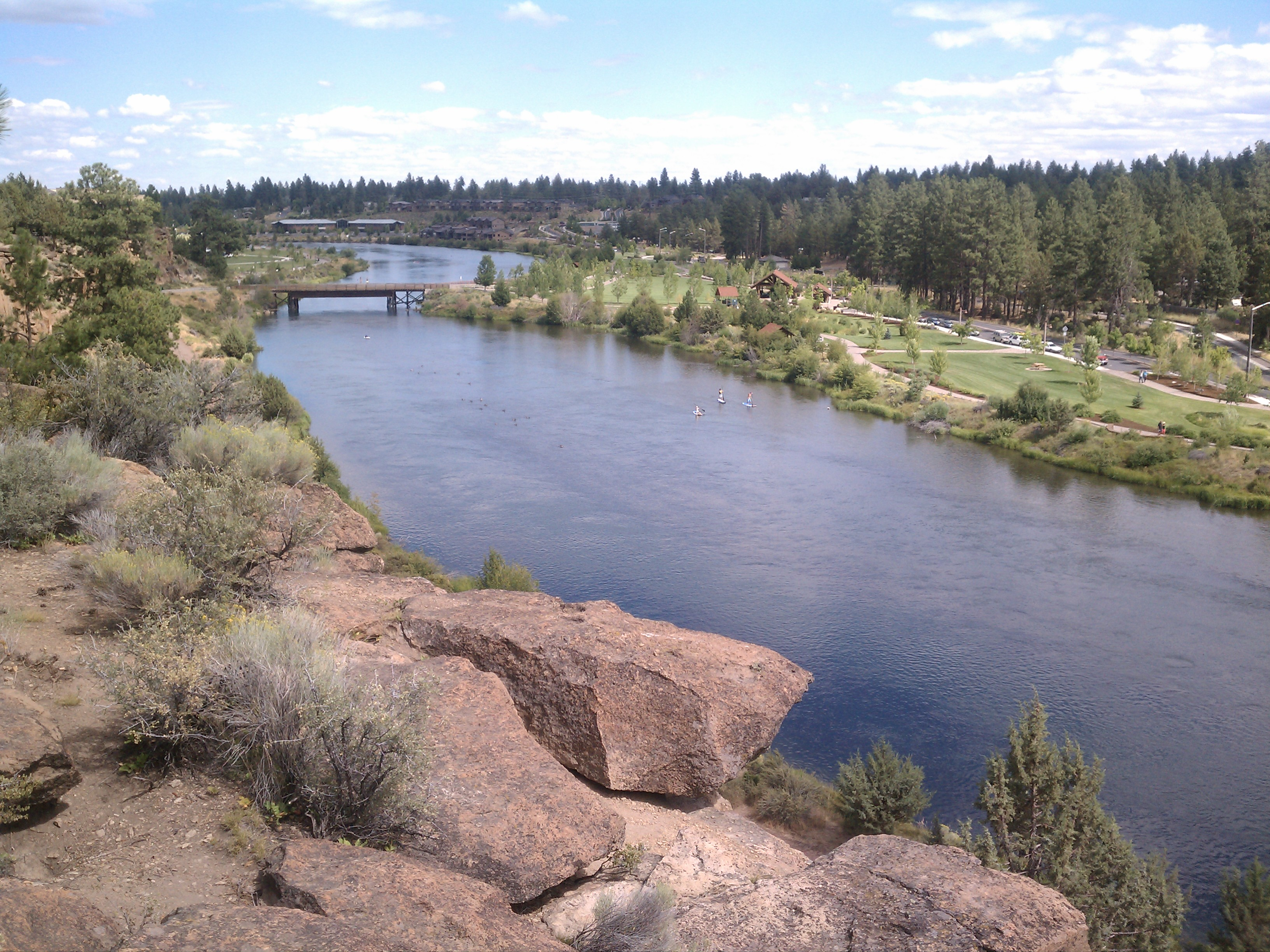
A Farewell Bend Park

- Newberryi Nemzeti Vulkanikus Emlékmű
- Oregoni Badlandi Tájvédelmi Körzet
- Pilóta-tanúhegyi Állami Park
- Tumalói Állami Park

## Sport
A település a West Coast Collegiate Baseball League-ben játszó Bend Elks otthona, melynek székhelye a történelmi Vince Genna stadion. További helyi csapat az International Basketball League-ben szereplő Central Oregon Hotshots, illetve a Premier Arena Soccer League-ben mérkőző Central Oregon Steelheaders, akik a Central Oregon Indoor Sports Centerben játszanak.
Bendből indult az XC Oregon sífutó-csapat, amely hely, regionális, nemzeti és nemzetközi szinten is versenyzik.
A helység több versenyt is rendezett már, például a 2008-as és 2009-es országos téli triatlon-bajnokságot, illetve ugyanezen években az XTERRA Trail Running National Championships futóversenyt. 2009-ben és 2010-ben két-két kerékpárosversenyt rendeztek, a cyclocross és az országúti biciklizés kategóriájában.
A kerékpározás népszerű mivolta miatt a város körül 480 km-nyi hegyikerékpáros útvonal található, valamint itt rendezik a Cascade Cycling Classicet, ami az USA leghosszabb útvonalú ilyen versenye. A Mountain Bike Action szerint a városban a legideálisabbak a körülmények ehhez a sportághoz.
Bendben van a harmadosztályú Bend Roughriders RFC férfi rögbiklub székhelye.
A Lava City Roller Dolls 2009 áprilisában lett a Women’s Flat Track Derby Association tagja.
A Bend’s Pole Pedal Paddle a nyugati part egyik legnagyobb váltóversenye, ahol alpesi sí vagy hódeszkázás, sífutás, kerékpározás, futás, kajak–kenu és sprint sportágakban indulnak a versenyzők.
A településen működik a Deschutes County Rocks Boxing Team boxliga, amelyet Richard Miller 3-as szintű edző és a Golden Gloves & Silver Gloves elnöke vezet. Februárban az ő vezetésével rendezik meg az északnyugati országrész legjobbjait kiválogató, két napos Oregon State Golden Gloves Boxing Championshipet a közeli Eagle Crestben. A mérkőzéseket általában több százan látogatják; a nonprofit program bevételeit a fiatalok támogatására fordítják.
A helység népszerű mozgásformái közé tartozik még a futás is, számos versenyt rendeznek itt; ilyen a Közép-Oregon legnagyobb futóversenyének számító, évente több mint 3000 fő részvételével zajló Cascade Lakes Relay, illetve a Bend Beer Chase, Haulin’ Aspen Trail Marathon, XTERRA Trail Running National Championships, és a Pilot Butte Challenge események. Az egyik legnagyobb futóklub a CORK (Central Oregon Running Club, Közép-Oregoni Futóklub). 2006-ban a 82 km-nyi futópálya miatt az Outside magazin Bendet a leginkább futóbarát városnak választotta. Az e sportot választók között népszerűek még a Shevlin és Tumalo Falls parkok, illetve a Deschutes-folyó környéki szakaszok is.
A Bend Pavilion jégpálya 2015-ös megnyitásával a városban megalakult az Egyesült Államok első amatőr hokiligája, a Bend Rapids, melyben négy csapatot állítanak fel az U10, U12, U14 és a középiskolai kategóriában. Januárban a csarnokban rendezik a Cascade Invitational Hockey-t, amely oregoni és washingtoni amatőr csapatok versenye.

## Média

### Újságok
- The Bulletin – a város napilapja[56]
- The Source Weekly – magazin[57]
- Cascade Business News – üzleti témájú kéthetilap[58]

### Tévéadók
| Csatorna | Hívójel | Tulajdonos | Megjegyzések |
| -------- | ------- | ---------- | --- |
| 3        | KOAB-TV | PBS        | |
| 7        | KBNZ-LD | CBS        | A csatornát megvásárolta a Bend Broadband tulajdonosa, a Telephone and Data Systems; azóta a portlandi KOIN-TV híreit adják |
| 11       | COTV    |            | Helyi eseményeket és sportmérkőzéseket közvetítenek                                                                         |
| 21       | KTVZ    | NBC        | A régió első, 1977-ben indult TV-csatornája                                                                                 |
| 39       | KFXO-CD | FOX        | A csatorna 2006. április 17-én indította el helyi híradóját; az adót később felvásárolta a News-Press & Gazette Company     |
| 51       | KOHD    | ABC        | A eugene-i Chambers Communications 2007 őszén szerzett sugárzási engedélyt a régióra                                        |
|          | NTVZ-CW | CW         | 2006 szeptembere óta sugároz szórakoztató műsorokat                                                                         |
|          | KQRE-TM | Telemundo  | A KFXO-CD spanyol nyelvű változata                                                                                          |

### Rádióadók
| Középhullám (AM)      | Középhullám (AM) | Középhullám (AM)                                                                                     |
| Frekvencia [kHz]      | Hívójel          | Tematika                                                                                             |
| --------------------- | ---------------- | --- |
| 690                   | KRCO             | Klasszikus country                                                                                   |
| 940                   | KCOE             | A Bend Radio Group csatornája, amely az ESPN Radio sportközvetítéseit sugározza                      |
| 1110                  | KBND             | Hírek/beszélgetős műsorok                                                                            |
| 1240                  | KRDM             | Mexikói zene                                                                                         |
| 1340                  | KBNW             | Hírek/beszélgetős műsorok                                                                            |
| Ultrarövidhullám (FM) |                  | |
| Frekvencia [MHz]      | Hívójel          | Tematika                                                                                             |
| 88,1                  | KLBR             | A National Public Radio eugene-i KLCC adójának, illetve a Lake Közösségi Főiskola műsorait sugározza |
| 88,9                  | KPOV-FM          | A helyi nőjogi liga csatornája                                                                       |
| 89,3                  | KVRA             | Kortárs keresztény zene az Air-1 hálózat részeként                                                   |
| 90,5                  | KVLB             | Kortárs keresztény zene a K-LOVE hálózat részeként                                                   |
| 91,3                  | KOAB-FM          | Hírek/beszélgetős műsorok                                                                            |
| 92,9                  | KRXF             | Modern rockzene                                                                                      |
| 94,1                  | KXIX             | Top 40 slágerlistás dalok                                                                            |
| 95,7                  | KLTW-FM          | Felnőtt kortárs dalok                                                                                |
| 97,5                  | KNLR             | Kortárs keresztény zene                                                                              |
| 98,3                  | KTWS             | Klasszikus rockzene                                                                                  |
| 98,9                  | KWRX             | A eugene-i KWAX műsorát sugározza (klasszikus zene)                                                  |
| 99,7                  | KMTK             | Country                                                                                              |
| 100,7                 | KMGX             | Toplistás felnőtt kortárs                                                                            |
| 101,7                 | KLRR             | Felnőtt alternatív zene Redmondból sugározva                                                         |
| 102,9                 | KSJJ             | Countryzene                                                                                          |
| 104,1                 | KWPK-FM          | Toplistás felnőtt kortárs                                                                            |
| 104,9                 | KNLX             | Spanyol vallási műsorok                                                                              |
| 105,7                 | KQAK             | Klasszikus slágerek                                                                                  |
| 107,7                 | KWXS             | Kortárs ritmikus dalok                                                                               |

## Híres személyek
- Adam Craig – olimpikon hegyikerékpáros[59]
- Andreas Wecker – olimpikon magasugró[60]
- April Genevieve Tucholke – regényíró[61]
- Ashton Eaton – olimpikon atléta[62]
- Allie Brosh – a Hyperbole and a Half blog szerzője[63]
- Andy Tillman – lámatenyésztő, üzletember és író[64]
- Beckie Scott – olimpikon sífutó[65]
- Ben Ferguson – profi hódeszkás[66]
- Broda Otto Barnes – orvos, a pajzsmirigybetegségek kutatója[67]
- Chris Horner – országúti kerékpáros, a 2013-as Vuelta a España győztese[68]
- Conrad Stoltz – triatlonista[69]
- Dave Hunt – hitvédő, a The Berean Call alapítója[70]
- David Stoliar – az MV Struma hajó katasztrófájának egyetlen túlélője[71]
- Donald L. McFaul – a haditengerészet 1999-ben Panamában meggyilkolt katonája[72]
- Donald M. Kerr – természetvédő, a High Desert Museum alapítója[73]
- Drew Bledsoe – NFL-quarterback[74]
- Gary Lewis – az ESPN kiküldött szerzője[75]
- Gary Zimmerman – NFL-játékos, aki felkerült a 2008-as dicsőséglistára[76]
- George P. Putnam – kiadó, Amelia Erhart férje[77]
- Gerry Lopez – hawaii szörfös[78]
- Ian Boswell – a Team Sky versenykerékpáros csapat tagja[79]
- Jason Keep – baseball-játékos[80]
- Jere Gillis – korábbi NHL-játékos[81]
- Jeremy Roloff – a Little People, Big World sorozat szereplője[82]
- John Chambers – a Cisco Systems vezérigazgatója[83]
- John Spence – harcibúvár[84]
- Jon Fogarty – profi autóversenyző[85]
- Jourdan Miller – divatmodell[86]
- Kent Couch – léghajós[87]
- Kiki Cutter – olimpikon és világbajnok síelő[88]
- Matthew Fox – a Lost színésze[89]
- Michael Garrison – elektronikus zenész[90]
- Mickey Tettleton – korábbi MLB-játékos[91]
- Mohini Bhardwaj – olimpikon tornász[92]
- Myrlie Evers-Williams – civiljogi aktivista[93]
- Paul Hait – olimpiai bajnok váltóúszásban[94]
- Pat Cashman – komikus és médiaszemélyiség[95]
- Paul Phillips – profi pókerjátékos[96]
- Phil Knight – a Nike korábbi vezérigazgatója és jelenlegi elnöke[97]
- Raymond R. Hatton – főiskolai professzor, író és hosszútávfutó[98]
- Ray W. Clough – a Berkeley Egyetem Professor Emeritusa[99]
- Robert D. Maxwell – a Medal of Honor (Becsületérem) birtokosa[100]
- Rustin R. Kimsey – episzkopális püspök[101]
- Ryan Longwell – NFL-placekicker[102]
- Ryan Trebon – hegyi- és cyclocross kerékpáros[103]
- Sara Jackson-Holman – énekes–dalszerző[104]
- Scott Goldblatt – olimpikon úszó[105]
- Shannon Bex – a Danity Kane R&B stílusú lányegyüttes tagja[106]
- Stan Humphries – korábbi NFL-quarterback[107]
- Steve House – hegymászó, a Piolet d’Or első Európán kívüli nyertese[108]
- Thomas Del Ruth – operatőr[109]
- Tommy Ford – olimpikon síelő[110]
- William A. Niskanen – a Reagan-kormány gazdasági tanácsadói testületének elnöke és a Cato Intézet korábbi vezetője[111]

## Testvérvárosok
- Fudzsioka, Japán[112][113]
- Condega, Nicaragua[114]
- Muzaffarabad, Pakisztán[115][116]
- Belluno, Olaszország[117][118]

## Fordítás
Ez a szócikk részben vagy egészben  a   Bend, Oregon című angol Wikipédia-szócikk ezen változatának fordításán alapul.  Az eredeti cikk szerkesztőit annak laptörténete sorolja fel. Ez a jelzés csupán a megfogalmazás eredetét és a szerzői jogokat jelzi, nem szolgál a cikkben szereplő információk forrásmegjelöléseként.